# Admiral Essen
L'Admiral Essen, in russo Адмирал Эссен, è una fregata missilistica di classe Admiral Grigorovič in forza alla marina militare russa. Appartenente alla flotta del Mar Nero, con base a Sebastopoli, la nave è stata messa in costruzione nel luglio presso il cantiere navale Jantar' di Kaliningrad per poi entrare in servizio il 7 giugno 2016 come seconda nave della sopraccitata classe.

## Impiego operativo
Dopo aver completato con successo i test navali successivi al varo, il 23 marzo 2016 la nave ha lasciato la base navale di San Pietroburgo, sede permanente della flotta del Baltico, per unirsi alla flotta del Nord, di stanza nella base di Severomorsk. Una volta unitosi a tale flotta per esercitazioni di tiro il 4 aprile 2016, l'Admiral Essen è stato poi impegnato in manovre congiunte nel Mare di Barents, durante le quali ha testato i propri sistemi di comunicazione, le proprie apparecchiature di navigazione e i vari sistemi d'arma, terminando le esercitazioni il 15 aprile.
Dopo ulteriori test, la fregata è stata dichiarate ufficialmente in servizio il 7 giugno 2016 e, il 16 ottobre 2016, la nave ha iniziato il suo viaggio verso Sebastopoli, con lo scopo di unirsi definitivamente alla flotta del Mar Nero.
Tuttavia, alcuni problemi alle eliche hanno costretto l'Admiral Essen a fermarsi per alcune riparazioni presso un molo galleggiante e, il 23 dicembre, è stato riferito che la nave, una volta ultimata la riparazione, era tornata nel Mar Baltico, dove sarebbe rimasta fino alla primavera del 2017 svolgendo nel frattempo altre esercitazioni militari. Il 28 aprile 2017, la nave si è nuovamente messa in viaggio per unirsi alla flotta del Mar Nero. Il 5 maggio la fregata ha attraversato lo Stretto di Gibilterra, andando temporaneamente a rinforzare la flotta permanente della marina russa nel Mar Mediterraneo, per poi muoversi verso Sebastopoli, dov'è arrivata il 5 luglio 2017. Quattro giorni dopo, il 9 luglio, la nave è nuovamente salpata alla volta della base navale di Tartus, in Siria, e unirsi alle altre navi da guerra russe lì presenti.
Dopo essere tornata a Sebastopoli il 22 settembre, la nave ha quindi effettuato diverse altre missioni nel Mediterraneo, sia per rafforzare la flotta russa permanente in quel mare, come ha fatto tra la fine di giugno e la metà di luglio del 2018, sia per partecipare ad esercitazioni militari, come accaduto tra l'agosto e il settembre dello stesso anno.
Nel 2022, la fregata, assieme all'Admiral Grigorovič e all'Admiral Makarov, ha preso parte all'invasione russa dell'Ucraina iniziata il 24 febbraio. Proprio nel corso di tale guerra, stando a quanto riportato da Oleksij Arestovyč, consigliere dell'ufficio della presidenza ucraina, il 3 aprile 2022 la nave sarebbe stata pesantemente danneggiata dalle forze armate ucraine come risultato di un attacco portato utilizzando missili antinave R-360 Neptun, tuttavia solo pochi giorni dopo, il 12 aprile, il ministro della difesa russo ha comunicato che la nave sarebbe riuscita a distruggere un drone ucraino Bayraktar TB2 al largo della costa della Crimea.